# Опочка
Опо́чка — місто (з 1412) у Росії, адміністративний центр Опочецького району Псковської області. Утворює муніципальне утворення «Опочка» (зі статусом «міське поселення» — у межах міста).
Місто було засновано як укріплений пункт 1414 року у закруті річки Велика (басейн Псковського озера), за 130 кілометрів від Пскова.

## Історія

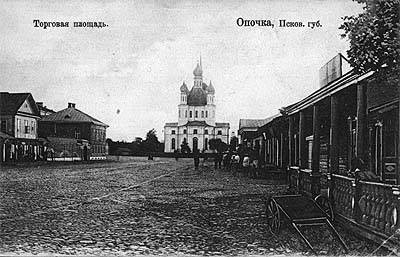
Торгова площа в Опочці. Початок XX століття

1412 року псковці для заміни зруйнованої Вітовтом 1406 року фортеці Коложе заклали у закруті річки Великої нову фортецю, яку назвали Опочкою (раніше на тому місці розміщувалось село з такою ж назвою, що вперше згадувалось у джерелах 1341 року). Той час і вважається датою заснування міста. 1426 року Опочка витримала облогу литовських військ, 1427 року — лівонських. 1517 року фортецю Опочку взяло в облогу польсько-литовське військо Костянтина Острозького, яке після невдалого штурму було розбито московитськими загонами. Під час Лівонської війни 1558–1583 років в Опочці розміщувався численний стрілецький гарнізон.
Петро I своїм указом 1708 року розділив Росію на 8 губерній, причому Опочка була приписана до Інгерманландської губернії (перейменованої 1710 року на Санкт-Петербурзьку). Новий указ імператора від 1719 року запровадив поділ губерній на провінції, й Опочка увійшла до Псковську провінцію Санкт-Петербурзької губернії, а за указом Катерини I 1727 року разом з тією провінцією відійшла до новоутвореної Новгородської губернії.
1772 року, після першого поділу Польщі, була утворена Псковська губернія, центром якої стало місто Опочка; до складу тієї губернії були включені дві провінції Новгородської губернії (Псковська й Великолуцька) та знову утворені з земель колишнього Полоцького воєводства провінції: Двінська (польська Ліфляндія) та Полоцька; наприкінці року була також приєднана виділена з Могильовської губернії Вітебська провінція. Указом Катерини II 1776 року зі складу Псковської губернії була виділена Полоцька губернія, а центр Псковської губернії (у 1777–1796 роках — Псковське намісництво) було перенесено до Пскова; Опочка ж стала повітовим містом — центром Опочецького повіту Псковської губернії (офіційно затверджена в такому статусі 1777 року).
1781 року Опочка отримала герб: «У верхній частині щита герб Псковський, у нижній — пірамідою складена купа з відомого каміння, що називається опока та означає ім'я цього міста, у блакитному полі».
Наприкінці XVIII й XIX столітті жителі міста торгували льоном, коноплями, лісом. Прикрасою міста був освячений 1795 року Спасо-Преображенський собор. У місті були повітове училище, жіноча прогімназія, земські й церковно-приходські школи; 1874 року почав працювати міський громадський банк, а 1894 була відкрита земська лікарня. Промисловість міста була представлена невеликими шкіряними, цегляними, гончарними підприємствами.
Станом на 1 січня 1896 року у місті налічувалось 5 789 жителів, серед яких 5216 були православними, 248 юдеями, 125 католиками, 92 протестантами, 65 старообрядниками та 43 представниками інших конфесій. Серед 755 будівель лише 33 були кам'яними. Було 6 православних церков, лютеранська кірха та єврейський молитовний будинок.
1918 року в Опочці було встановлено радянську владу.
Постановою Президії ВЦВК від 1 серпня 1927 року в межах адміністративно-територіальної реформи поділ на губернії та повіти було скасовано, а Опочка увійшла до складу Псковського округу Ленінградської області, ставши адміністративним центром новоутвореного Опочецького району.
1935 року була утворена Калінінська область, а Опочка разом з усім Опочецьким районом була включена до її складу.
8 липня 1941 року Опочку зайняли німецькі війська. Звільнено місто було 15 липня 1944 року частинами 10-ї гвардійської армії (командувач — генерал-лейтенант Михайло Казаков) 2-го Прибалтійського фронту під час Режицько-Двінської операції.
Указом Президії Верховної ради СРСР від 22 серпня 1944 року була утворена Великолукська область, до складу якої увійшов і Опочецький район — до 2 жовтня 1957, коли за указом Президії Верховної ради РРФСР таку область було ліквідовано, а Опочецький район було передано до складу Псковської області.

## Економіка
У місті працює низка промислових підприємств: завод харчових продуктів (філія Псковського молочного комбінату), хлібокомбінат, швейна фабрика. Є підприємства з виробництва натуральних соків, шкіргалантерейних виробів, дитячих автомобільних крісел безпеки.

## Цікаві факти
- Олександр Пушкін згадував Опочку у вірші «Освідчення»[11]:
- В Опочці відбувається дія оповідання Костянтина Паустовського «Швидкі зустрічі».
- 1984 року у місті було знято фільм за твором Антона Чехова «Вогні».
- Опочка згадується у повісті Сергія Довлатова «Заповідник»[12].

## Пам'ятки

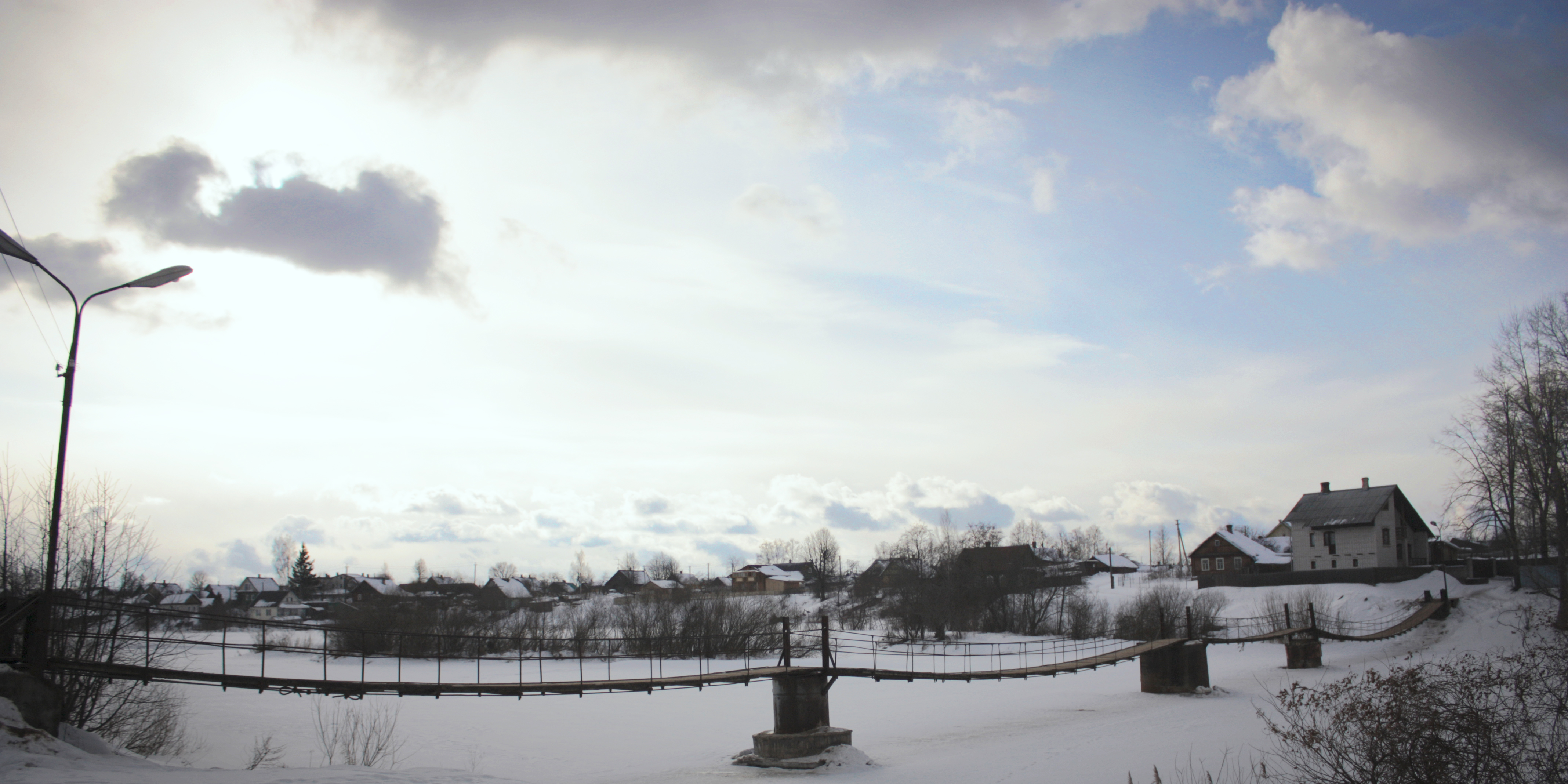
Висячий міст

- У місті збереглись стародавні будинки, що становлять історичну цінність. Також відомий Опочецький вал — рештки середньовічних укріплень.
- Біла гімназія — двоповерхова будівля кінця XVIII — початку XIX століття, виконана у стилі зрілого класицизму. Збудовано купцем Порозовим. З 1861 року там розміщувались жіноче мале училище та гімназія імені О. С. Пушкіна.
- Братське поховання, 1941–1945 роки. Установлена залізобетонна скульптура солдата, який стоїть на коліні з прапором у руках.